# Societario civil
El término societario civil hace referencia a una persona que cree que las asociaciones y organizaciones intermediadoras entre el individuo y el Estado (es decir, las instituciones de la sociedad civil) tienen una importancia moral mayor que la del Estado mismo. Esta persona difiere de la idea comunitarista en que niega a estas asociaciones un valor mayor que al individuo.
El término fue acuñado por Arnold Kling, (profesor de economía en la Universidad George Mason) para aclarar la diferencia de enfoque entre los libertarios: aquellos libertarios objetivistas cuya filosofía se basa en el egoísmo racional y aquellos libertarios que no basan su filosofía en el egoísmo.
En su artículo Kling afirma:

El libertario estereotipado puede citar a Ayn Rand y simplemente exaltar al individuo. En cambio, un societario civil cita a Alexis de Tocqueville, y su observación de que "los estadounidenses de todas las edades, todas las condiciones, y todas disposiciones constantemente forman asociaciones".

Estas asociaciones voluntarias, concepto crucial de todo libertarismo, son para un societario civil la clave de la civilización. La teoría de la Voluntad general de Rousseau sirve como claro contraste de la visión societaria civil.
Un famoso autoreconocido societario civil es el empresario libertario John Mackey, CEO de Whole Foods Market.